# DAS Difesa Automobilistica Sinistri
DAS Difesa Automobilistica Sinistri, nota anche come DAS Difesa Legale, è la compagnia che si occupa di tutela legale in ambito assicurativo, controllata da Generali Italia e partecipata dal Gruppo Ergo.

## Storia
Défense Automobile et Sportive nasce in Francia nel 1917 nella città di Le Mans per iniziativa di Georges Durand; il suo scopo è offrire una protezione ai partecipanti alla 24 Ore di Le Mans per tutelarli nel caso avessero causato incidenti gravi.
La compagine italiana viene fondata a Milano il 26 novembre 1959 e successivamente trasferisce la propria sede a Verona. 
Negli anni 90 DAS è controllata da Toro e da Das international; nel 2006 viene acquisita insieme a Toro da Assicurazioni Generali  e nel 2013 entra a far parte di Generali Italia.

## Attività
DAS opera nei rami tutela legale diretta e indiretta, assistenza e perdite pecuniarie di vario genere.
Nel 2023 la società ha chiuso il bilancio con un utile netto pari a 18,019 milioni di euro.

## Presenza
DAS è presente nei seguenti paesi:
- Italia
- Belgio
- Austria
- Spagna
- Olanda
- Regno Unito
- Estonia
- Polonia
- Ungheria
- Repubblica Ceca
- Canada

Globalmente ha più di 13 milioni di clienti e raccoglie premi per oltre 1 miliardo di euro.